# Čhökji Gjalcchän
Čhökji Gjalcchän (ཆོས་ཀྱི་རྒྱལ་མཚན་, 19. února 1938 – 21. ledna 1989) byl desátým tibetským pančhenlamou.
Narodil se v dnešní čínské provincii Čching-chaj. 3. června 1949 byl oficiálně uznán jako 10. pančhenlama, inkarnace svého předchůdce Lozang Thubtän Čhökjiho.
V Čínské lidové republice zaujímal vysoké politické postavení, v letech 1959–1964 stál v čele přípravného výboru Tibetské autonomní oblasti (tedy prozatímní vlády Tibetu); byl místopředsedou celostátního výboru Čínského lidového politického poradního shromáždění (1954–1959 a 1979–1983) i místopředsedou stálého výboru Všečínského shromáždění lidových zástupců (1959–1964 a 1980–1989).
| Linie pančhenlamů                 | Linie pančhenlamů          | Linie pančhenlamů                             |
| --------------------------------- | -------------------------- | --------------------------------------------- |
| Předchůdce: Lozang Thubtän Čhökji | 1938–1989 Čhökji Gjalcchän | Nástupce: Gendün Čhökji Ňima / Gjacchän Norba |